# Cox (Haute-Garonne)
Cox is een gemeente in het Franse departement Haute-Garonne (regio Occitanie) en telt 267 inwoners (1999). De oppervlakte bedraagt 4,07 km², de bevolkingsdichtheid is 65 inwoners per km².

## Demografie
Onderstaande figuur toont het verloop van het inwonertal (bron: INSEE-tellingen).

1. ↑  Populations de référence 2022.